# Slovenien i olympiska vinterspelen 2018
Slovenien deltog i de olympiska vinterspelen 2018 i Pyeongchang, Sydkorea, med en trupp på 70 idrottare (51 män och 19 kvinnor) vilka tävlade i nio olika sporter.
Vid invigningsceremonin bars Sloveniens flagga av längdskidåkaren Vesna Fabjan.

## Medaljörer
| Medalj | Namn      | Sport      | Gren                          | Datum            |
| ------ | --------- | ---------- | ----------------------------- | ---------------- |
| Silver | Jakov Fak | Skidskytte | Herrarnas 20 km               | 15 februari 2018 |
| Brons  | Žan Košir | Snowboard  | Herrarnas parallellstorslalom | 24 februari 2018 |

## Alpin skidåkning
Herrar
| Idrottare      | Gren        | Åk 1    | Åk 1      | Åk 2    | Åk 2      | Totalt  | Totalt    |
| Idrottare      | Gren        | Tid     | Placering | Tid     | Placering | Tid     | Placering |
| -------------- | ----------- | ------- | --------- | ------- | --------- | ------- | --------- |
| Martin Čater   | Storslalom  | DNF     | DNF       | DNF     | DNF       | DNF     | DNF       |
| Martin Čater   | Super-G     | i.u.    | i.u.      | i.u.    | i.u.      | DNF     | DNF       |
| Martin Čater   | Störtlopp   | i.u.    | i.u.      | i.u.    | i.u.      | 1.42,53 | 19        |
| Martin Čater   | Kombination | 1.20,57 | 13        | DNF     | DNF       | DNF     | DNF       |
| Štefan Hadalin | Slalom      | DNF     | DNF       | DNF     | DNF       | DNF     | DNF       |
| Štefan Hadalin | Storslalom  | 1.11,53 | 29        | 1.10,13 | 4         | 2.21,66 | 21        |
| Štefan Hadalin | Kombination | 1.21,15 | 21        | 47,79   | 7         | 2.08,94 | 8         |
| Miha Hrobat    | Störtlopp   | i.u.    | i.u.      | i.u.    | i.u.      | 1.43,61 | 29        |
| Miha Hrobat    | Super-G     | i.u.    | i.u.      | i.u.    | i.u.      | DNF     | DNF       |
| Miha Hrobat    | Storslalom  | DSQ     | DSQ       | DSQ     | DSQ       | DSQ     | DSQ       |
| Boštjan Kline  | Super-G     | i.u.    | i.u.      | i.u.    | i.u.      | 1.25,36 | 10        |
| Boštjan Kline  | Störtlopp   | i.u.    | i.u.      | i.u.    | i.u.      | 1.43,03 | 27        |
| Boštjan Kline  | Kombination | 1.22,42 | 43        | DNS     | DNS       | DNF     | DNF       |
| Klemen Kosi    | Kombination | 1.20,61 | 16        | 48,76   | 15        | 2.09,37 | 10        |
| Klemen Kosi    | Super-G     | i.u.    | i.u.      | i.u.    | i.u.      | 1.26,50 | 25        |
| Klemen Kosi    | Störtlopp   | i.u.    | i.u.      | i.u.    | i.u.      | DNF     | DNF       |
| Žan Kranjec    | Slalom      | DNF     | DNF       | DNF     | DNF       | DNF     | DNF       |
| Žan Kranjec    | Storslalom  | 1.09,52 | 9         | 1.10,25 | 8         | 2.19,77 | 4         |

Damer
| Idrottare   | Gren        | Åk 1    | Åk 1      | Åk 2    | Åk 2      | Totalt  | Totalt    |
| Idrottare   | Gren        | Tid     | Placering | Tid     | Placering | Tid     | Placering |
| ----------- | ----------- | ------- | --------- | ------- | --------- | ------- | --------- |
| Ana Bucik   | Storslalom  | 1.13,38 | 20        | 1.10,71 | 24        | 2.24,09 | 21        |
| Ana Bucik   | Slalom      | 52,09   | 26        | 50,82   | 19        | 1.42,91 | 24        |
| Ana Bucik   | Kombination | 1.42,77 | 15        | 41,99   | 9         | 2.24,76 | 11        |
| Ana Drev    | Storslalom  | 1.11,64 | 10        | DNF     | DNF       | DNF     | DNF       |
| Maruša Ferk | Störtlopp   | i.u.    | i.u.      | i.u.    | i.u.      | 1.42,00 | 19        |
| Maruša Ferk | Super-G     | i.u.    | i.u.      | i.u.    | i.u.      | 1.23,18 | 25        |
| Maruša Ferk | Slalom      | 51,29   | 15        | 50,79   | 18        | 1.42,08 | 18        |
| Meta Hrovat | Storslalom  | 1.12,76 | 16        | 1.09,59 | 9         | 2.22,35 | 14        |
| Meta Hrovat | Slalom      | 51,93   | 15        | 50,57   | 15        | 1.42,50 | 21        |
| Tina Robnik | Super-G     | i.u.    | i.u.      | i.u.    | i.u.      | 1.24,49 | 34        |
| Tina Robnik | Storslalom  | DNF     | DNF       | DNF     | DNF       | DNF     | DNF       |

Mix
| Idrottare                                                    | Gren       | Åttondelsfinal       | Kvartsfinal          | Semifinal            | Final / BM           | Final / BM       |
| Idrottare                                                    | Gren       | Motståndare Resultat | Motståndare Resultat | Motståndare Resultat | Motståndare Resultat | Placering        |
| ------------------------------------------------------------ | ---------- | -------------------- | -------------------- | -------------------- | -------------------- | ---------------- |
| Štefan Hadalin Žan Kranjec Ana Bucik Maruša Ferk Tina Robnik | Lagtävling | Sverige F 1–3        | Gick inte vidare     | Gick inte vidare     | Gick inte vidare     | Gick inte vidare |

## Backhoppning
Herrar
| Idrottare                                           | Gren        | Kval    | Kval  | Kval      | Första omgången | Första omgången | Första omgången | Final            | Final            | Final            | Totalt           | Totalt           |
| Idrottare                                           | Gren        | Distans | Poäng | Placering | Distans         | Poäng           | Placering       | Distans          | Poäng            | Placering        | Poäng            | Placering        |
| --------------------------------------------------- | ----------- | ------- | ----- | --------- | --------------- | --------------- | --------------- | ---------------- | ---------------- | ---------------- | ---------------- | ---------------- |
| Tilen Bartol                                        | Normalbacke | 97,0    | 115,1 | 22 Q      | 106,0           | 119,0           | 12 Q            | 102,0            | 101,8            | 23               | 220,8            | 16               |
| Tilen Bartol                                        | Stor backe  | 103,5   | 69,6  | 49 Q      | 130,5           | 122,4           | 19 Q            | 130,0            | 125,1            | 12               | 247,5            | 17               |
| Jernej Damjan                                       | Normalbacke | 99,5    | 118,9 | 16 Q      | 97,0            | 101,1           | 27 Q            | 95,5             | 100,2            | 24               | 201,3            | 27               |
| Jernej Damjan                                       | Stor backe  | 132,5   | 113,7 | 15 Q      | 130,0           | 124,0           | 18 Q            | 130,5            | 124,3            | 14               | 248,3            | 16               |
| Peter Prevc                                         | Normalbacke | 99,0    | 120,2 | 14 Q      | 98,5            | 106,2           | 24 Q            | 113,0            | 128,1            | 3                | 234,3            | 12               |
| Peter Prevc                                         | Stor backe  | 125,0   | 111,0 | 17 Q      | 134,0           | 132,4           | 8 Q             | 127,5            | 125,6            | 11               | 258,0            | 11               |
| Anže Semenič                                        | Stor backe  | 119,5   | 97,5  | 30 Q      | 127,0           | 118,1           | 21              | 120,0            | 102,4            | 27               | 220,5            | 27               |
| Timi Zajc                                           | Normalbacke | 94,0    | 107,1 | 29 Q      | 97,0            | 98,6            | 33              | Gick inte vidare | Gick inte vidare | Gick inte vidare | Gick inte vidare | Gick inte vidare |
| Tilen Bartol Jernej Damjan Peter Prevc Anže Semenič | Lagtävling  | i.u.    | i.u.  | i.u.      | 515,5           | 492,4           | 5 Q             | 508,5            | 475,4            | 5                | 967,8            | 5                |

Damer
| Idrottare    | Gren        | Första omgången | Första omgången | Första omgången | Final   | Final | Final | Totalt | Totalt    |
| Idrottare    | Gren        | Distans         | Poäng           | Placering       | Distans | Poäng | Rank  | Poäng  | Placering |
| ------------ | ----------- | --------------- | --------------- | --------------- | ------- | ----- | ----- | ------ | --------- |
| Urša Bogataj | Normalbacke | 84,5            | 71,2            | 25              | 81,0    | 64,0  | 30    | 135,2  | 30        |
| Ema Klinec   | Normalbacke | 91,5            | 94,2            | 12              | 89,0    | 87,4  | 16    | 181,6  | 14        |
| Nika Križnar | Normalbacke | 101,0           | 108,5           | 7               | 104,0   | 114,7 | 6     | 223,2  | 7         |
| Špela Rogelj | Normalbacke | 80,0            | 64,3            | 28              | 90,5    | 90,2  | 12    | 154,5  | 22        |

## Freestyle
Skicross
| Idrottare    | Gren               | Seedning | Seedning  | Åttondelsfinal | Kvartsfinal | Semifinal | Final    | Final     |
| Idrottare    | Gren               | Tid      | Placering | Position       | Position    | Position  | Position | Placering |
| ------------ | ------------------ | -------- | --------- | -------------- | ----------- | --------- | -------- | --------- |
| Filip Flisar | Herrarnas skicross | 1.09,65  | 5         | 1 Q            | 2 Q         | 4 FB      | 3        | 7         |

Förklaringar: FA – Kvalificerad för A-finalen; FB – Kvalificerad för B-finalen

## Ishockey
Sammanfattning
| Lag                     | Gren                | Gruppspel            | Gruppspel                                 | Gruppspel                  | Gruppspel | Kval till kvartsfinal | Kvartsfinal          | Semifinal            | Final / BM           | Final / BM |
| Lag                     | Gren                | Motståndare Resultat | Motståndare Resultat                      | Motståndare Resultat       | Placering | Motståndare Resultat  | Motståndare Resultat | Motståndare Resultat | Motståndare Resultat | Placering  |
| ----------------------- | ------------------- | -------------------- | ----------------------------------------- | -------------------------- | --------- | --------------------- | -------------------- | -------------------- | -------------------- | ---------- |
| Sloveniens herrlandslag | Herrarnas turnering | USA · V (3–2 ÖT)     | Olympiska idrottare från Ryssland · F 2–8 | Slovakien · V 3–2 (e.str.) | 2         | Norge · L (1–2 ÖT)    | Gick inte vidare     | Gick inte vidare     | Gick inte vidare     | 9          |

### Herrarnas turnering
Spelartrupp
Förbundskapten:  Kari Savolainen Assisterande tränare:  Nik Zupančič,  Edo Terglav
| Nr | Pos. | Namn                | Längd  | Vikt  | Födelsedatum      | Födelseplats                             | Lag säsongen 2017–18                |
| -- | ---- | ------------------- | ------ | ----- | ----------------- | ---------------------------------------- | ----------------------------------- |
| 8  | F    | Žiga Jeglič         | 185 cm | 80 kg | 24 februari 1988  | Kranj, SR Slovenien, SFR Jugoslavien     | Neftechimik Nizjnekamsk (KHL)       |
| 12 | F    | David Rodman        | 185 cm | 83 kg | 10 september 1983 | Jesenice, SR Slovenien, SFR Jugoslavien  | Brûleurs de Loups (Ligue Magnus)    |
| 14 | B    | Matic Podlipnik     | 181 cm | 85 kg | 9 augusti 1992    | Jesenice                                 | Energie Karlovy Vary (WSM Liga)     |
| 15 | B    | Blaž Gregorc        | 190 cm | 94 kg | 18 januari 1990   | Jesenice, SR Slovenien, SFR Jugoslavien  | Mountfield HK (ELH)                 |
| 16 | F    | Aleš Mušič          | 176 cm | 83 kg | 28 juni 1982      | Ljubljana, SR Slovenien, SFR Jugoslavien | Alba Volán Székesfehérvár (EBEL)    |
| 17 | B    | Žiga Pavlin         | 193 cm | 95 kg | 30 april 1985     | Kranj, SR Slovenien, SFR Jugoslavien     | České Budějovice (WSM Liga)         |
| 18 | F    | Ken Ograjenšek      | 175 cm | 82 kg | 30 augusti 1991   | Celje                                    | Graz 99ers (EBEL)                   |
| 19 | F    | Žiga Pance          | 185 cm | 92 kg | 1 januari 1989    | Ljubljana, SR Slovenien, SFR Jugoslavien | Dornbirner EC (EBEL)                |
| 22 | F    | Marcel Rodman       | 186 cm | 85 kg | 25 september 1981 | Jesenice, SR Slovenien, SFR Jugoslavien  | EC Bad Tölz (Oberliga)              |
| 23 | B    | Luka Vidmar         | 185 cm | 90 kg | 17 maj 1986       | Ljubljana, SR Slovenien, SFR Jugoslavien | Alba Volán Székesfehérvár (EBEL)    |
| 24 | F    | Rok Tičar           | 180 cm | 83 kg | 3 maj 1989        | Jesenice, SR Slovenien, SFR Jugoslavien  | Sibir Novosibirsk (KHL)             |
| 26 | F    | Jan Urbas           | 192 cm | 98 kg | 26 januari 1989   | Ljubljana, SR Slovenien, SFR Jugoslavien | Fischtown Pinguins (DEL)            |
| 28 | B    | Aleš Kranjc         | 181 cm | 92 kg | 29 juli 1983      | Jesenice, SR Slovenien, SFR Jugoslavien  | ETC Crimmitschau (DEL2)             |
| 32 | MV   | Gašper Krošelj      | 188 cm | 88 kg | 9 februari 1987   | Ljubljana, SR Slovenien, SFR Jugoslavien | Rødovre Mighty Bulls (Metal Ligaen) |
| 39 | F    | Jan Muršak          | 180 cm | 84 kg | 20 januari 1988   | Maribor, SR Slovenien, SFR Jugoslavien   | Frölunda HC (SHL)                   |
| 40 | MV   | Luka Gračnar        | 178 cm | 83 kg | 31 oktober 1993   | Jesenice                                 | EC Red Bull Salzburg (EBEL)         |
| 51 | B    | Mitja Robar         | 176 cm | 85 kg | 4 januari 1983    | Maribor, SR Slovenien, SFR Jugoslavien   | EC KAC (EBEL)                       |
| 55 | F    | Robert Sabolič      | 183 cm | 90 kg | 18 september 1988 | Jesenice, SR Slovenien, SFR Jugoslavien  | Torpedo Nizjnij Novgorod (KHL)      |
| 61 | B    | Jurij Repe          | 188 cm | 88 kg | 17 september 1994 | Kranj                                    | HC Kladno (WSM Liga)                |
| 69 | MV   | Matija Pintarič     | 181 cm | 83 kg | 11 augusti 1989   | Maribor, SR Slovenien, SFR Jugoslavien   | Dragons de Rouen (Ligue Magnus)     |
| 71 | F    | Boštjan Goličič     | 183 cm | 89 kg | 12 juni 1989      | Kranj, SR Slovenien, SFR Jugoslavien     | Brûleurs de Loups (Ligue Magnus)    |
| 84 | F    | Andrej Hebar        | 180 cm | 83 kg | 7 september 1984  | Ljubljana, SR Slovenien, SFR Jugoslavien | Olimpija (AlpsHL)                   |
| 86 | B    | Sabahudin Kovačević | 190 cm | 95 kg | 26 februari 1986  | Jesenice, SR Slovenien, SFR Jugoslavien  | Energie Karlovy Vary (WSM Liga)     |
| 91 | F    | Miha Verlič         | 194 cm | 85 kg | 21 augusti 1991   | Maribor                                  | EC VSV (EBEL)                       |
| 92 | F    | Anže Kuralt         | 173 cm | 85 kg | 31 oktober 1991   | Kranj                                    | Gothiques d'Amiens (Ligue Magnus)   |

Gruppspel
|                                   | S | V | ÖV | ÖF | F | GM | IM | MS | P |
| --------------------------------- | - | - | -- | -- | - | -- | -- | -- | - |
| Olympiska idrottare från Ryssland | 3 | 2 | 0  | 0  | 1 | 14 | 5  | +9 | 6 |
| Slovenien1                        | 3 | 0 | 2  | 0  | 1 | 8  | 12 | −4 | 4 |
| USA1                              | 3 | 1 | 0  | 1  | 1 | 4  | 8  | −4 | 4 |
| Slovakien1                        | 3 | 1 | 0  | 1  | 1 | 6  | 7  | −1 | 4 |

1Inbördes möten: 1) Slovenien, 4 P 2) USA, 4 P 3) Slovakien 1 P. Slovenien-USA 2-3.
|             | 14 februari 2018 | USA                            | 2 – 3 (e.fl.)                  | Slovenien                      | Kwandong hockeycenter                                      |                                                            |
| 21:10 UTC+9 | 21:10 UTC+9      | (1–0, 1–0, 0–2, 0–1) Summering | (1–0, 1–0, 0–2, 0–1) Summering | (1–0, 1–0, 0–2, 0–1) Summering | Pyeongchang Publik: 3 348 Domare: Jan Hribik Anssi Salonen | Pyeongchang Publik: 3 348 Domare: Jan Hribik Anssi Salonen |
| 21:10 UTC+9 | 21:10 UTC+9      |                                |                                |                                | Pyeongchang Publik: 3 348 Domare: Jan Hribik Anssi Salonen | Pyeongchang Publik: 3 348 Domare: Jan Hribik Anssi Salonen |
| 21:10 UTC+9 | 21:10 UTC+9      |                                |                                |                                | Pyeongchang Publik: 3 348 Domare: Jan Hribik Anssi Salonen | Pyeongchang Publik: 3 348 Domare: Jan Hribik Anssi Salonen |
| 21:10 UTC+9 | 21:10 UTC+9      |                                |                                |                                | Pyeongchang Publik: 3 348 Domare: Jan Hribik Anssi Salonen | Pyeongchang Publik: 3 348 Domare: Jan Hribik Anssi Salonen |
| 21:10 UTC+9 | 21:10 UTC+9      |                                |                                |                                | Pyeongchang Publik: 3 348 Domare: Jan Hribik Anssi Salonen | Pyeongchang Publik: 3 348 Domare: Jan Hribik Anssi Salonen |
| 21:10 UTC+9 | 21:10 UTC+9      |                                |                                |                                | Pyeongchang Publik: 3 348 Domare: Jan Hribik Anssi Salonen | Pyeongchang Publik: 3 348 Domare: Jan Hribik Anssi Salonen |

|             | 16 februari 2018 | Olympiska idrottare från Ryssland | 8 – 2                     | Slovenien                 | Gangneung hockeycenter                                         |                                                                |
| 16:40 UTC+9 | 16:40 UTC+9      | (2–0, 4–1, 2–1) Summering         | (2–0, 4–1, 2–1) Summering | (2–0, 4–1, 2–1) Summering | Pyeongchang Publik: 6 018 Domare: Mark Lemelin Daniel Stricker | Pyeongchang Publik: 6 018 Domare: Mark Lemelin Daniel Stricker |
| 16:40 UTC+9 | 16:40 UTC+9      |                                   |                           |                           | Pyeongchang Publik: 6 018 Domare: Mark Lemelin Daniel Stricker | Pyeongchang Publik: 6 018 Domare: Mark Lemelin Daniel Stricker |
| 16:40 UTC+9 | 16:40 UTC+9      |                                   |                           |                           | Pyeongchang Publik: 6 018 Domare: Mark Lemelin Daniel Stricker | Pyeongchang Publik: 6 018 Domare: Mark Lemelin Daniel Stricker |
| 16:40 UTC+9 | 16:40 UTC+9      |                                   |                           |                           | Pyeongchang Publik: 6 018 Domare: Mark Lemelin Daniel Stricker | Pyeongchang Publik: 6 018 Domare: Mark Lemelin Daniel Stricker |
| 16:40 UTC+9 | 16:40 UTC+9      |                                   |                           |                           | Pyeongchang Publik: 6 018 Domare: Mark Lemelin Daniel Stricker | Pyeongchang Publik: 6 018 Domare: Mark Lemelin Daniel Stricker |
| 16:40 UTC+9 | 16:40 UTC+9      |                                   |                           |                           | Pyeongchang Publik: 6 018 Domare: Mark Lemelin Daniel Stricker | Pyeongchang Publik: 6 018 Domare: Mark Lemelin Daniel Stricker |

|             | 17 februari 2018 | Slovenien                           | 3 – 2 (e.str.)                      | Slovakien                           | Kwandong hockeycenter                                           |                                                                 |
| 21:10 UTC+9 | 21:10 UTC+9      | (0–0, 2–1, 0–1, 0–0, 1–0) Summering | (0–0, 2–1, 0–1, 0–0, 1–0) Summering | (0–0, 2–1, 0–1, 0–0, 1–0) Summering | Pyeongchang Publik: 4 085 Domare: Antonin Jerabek Timothy Mayer | Pyeongchang Publik: 4 085 Domare: Antonin Jerabek Timothy Mayer |
| 21:10 UTC+9 | 21:10 UTC+9      |                                     |                                     |                                     | Pyeongchang Publik: 4 085 Domare: Antonin Jerabek Timothy Mayer | Pyeongchang Publik: 4 085 Domare: Antonin Jerabek Timothy Mayer |
| 21:10 UTC+9 | 21:10 UTC+9      |                                     |                                     |                                     | Pyeongchang Publik: 4 085 Domare: Antonin Jerabek Timothy Mayer | Pyeongchang Publik: 4 085 Domare: Antonin Jerabek Timothy Mayer |
| 21:10 UTC+9 | 21:10 UTC+9      |                                     |                                     |                                     | Pyeongchang Publik: 4 085 Domare: Antonin Jerabek Timothy Mayer | Pyeongchang Publik: 4 085 Domare: Antonin Jerabek Timothy Mayer |
| 21:10 UTC+9 | 21:10 UTC+9      |                                     |                                     |                                     | Pyeongchang Publik: 4 085 Domare: Antonin Jerabek Timothy Mayer | Pyeongchang Publik: 4 085 Domare: Antonin Jerabek Timothy Mayer |
| 21:10 UTC+9 | 21:10 UTC+9      |                                     |                                     |                                     | Pyeongchang Publik: 4 085 Domare: Antonin Jerabek Timothy Mayer | Pyeongchang Publik: 4 085 Domare: Antonin Jerabek Timothy Mayer |

Kvalificering till kvartsfinal
|             | 20 februari 2018 | Slovenien                      | 1 – 2 (e.fl.)                  | Norge                          | Gangneung hockeycenter                                          |                                                                 |
| 16:40 UTC+9 | 16:40 UTC+9      | (1–0, 0–0, 0–1, 0–1) Summering | (1–0, 0–0, 0–1, 0–1) Summering | (1–0, 0–0, 0–1, 0–1) Summering | Pyeongchang Publik: 6 312 Domare: Daniel Stricker Tobias Wehrli | Pyeongchang Publik: 6 312 Domare: Daniel Stricker Tobias Wehrli |
| 16:40 UTC+9 | 16:40 UTC+9      |                                |                                |                                | Pyeongchang Publik: 6 312 Domare: Daniel Stricker Tobias Wehrli | Pyeongchang Publik: 6 312 Domare: Daniel Stricker Tobias Wehrli |
| 16:40 UTC+9 | 16:40 UTC+9      |                                |                                |                                | Pyeongchang Publik: 6 312 Domare: Daniel Stricker Tobias Wehrli | Pyeongchang Publik: 6 312 Domare: Daniel Stricker Tobias Wehrli |
| 16:40 UTC+9 | 16:40 UTC+9      |                                |                                |                                | Pyeongchang Publik: 6 312 Domare: Daniel Stricker Tobias Wehrli | Pyeongchang Publik: 6 312 Domare: Daniel Stricker Tobias Wehrli |
| 16:40 UTC+9 | 16:40 UTC+9      |                                |                                |                                | Pyeongchang Publik: 6 312 Domare: Daniel Stricker Tobias Wehrli | Pyeongchang Publik: 6 312 Domare: Daniel Stricker Tobias Wehrli |
| 16:40 UTC+9 | 16:40 UTC+9      |                                |                                |                                | Pyeongchang Publik: 6 312 Domare: Daniel Stricker Tobias Wehrli | Pyeongchang Publik: 6 312 Domare: Daniel Stricker Tobias Wehrli |

## Längdskidåkning
Distans
| Idrottare                                                 | Gren                     | Klassisk stil | Klassisk stil | Fristil | Fristil   | Totalt  | Totalt   | Totalt    |
| Idrottare                                                 | Gren                     | Tid           | Placering     | Tid     | Placering | Tid     | Skillnad | Placering |
| --------------------------------------------------------- | ------------------------ | ------------- | ------------- | ------- | --------- | ------- | -------- | --------- |
| Miha Šimenc                                               | Herrarnas 15 km fristil  | i.u.          | i.u.          | i.u.    | i.u.      | 39.16,9 | +5.33,0  | 88        |
| Alenka Čebašek                                            | Damernas 10 km fristil   | i.u.          | i.u.          | i.u.    | i.u.      | 26.30,1 | +1.29,6  | 12        |
| Anamarija Lampič                                          | Damernas 10 km fristil   | i.u.          | i.u.          | i.u.    | i.u.      | 27.26,4 | +2.25,9  | 27        |
| Nika Razinger                                             | Damernas 10 km fristil   | i.u.          | i.u.          | i.u.    | i.u.      | 29.45,5 | +4.45,0  | 69        |
| Manca Slabanja                                            | Damernas 10 km fristil   | i.u.          | i.u.          | i.u.    | i.u.      | 28.47,3 | +3.46,8  | 54        |
| Manca Slabanja                                            | Damernas 15 km skiathlon | 25.10,1       | 61            | 22.16,8 | 58        | 47.57,8 | +7.12,9  | 59        |
| Alenka Čebašek Vesna Fabjan Anamarija Lampič Katja Višnar | Damernas stafett         | i.u.          | i.u.          | i.u.    | i.u.      | 53.55,7 | +2.31,4  | 8         |

Sprint
| Idrottare                       | Gren                    | Kval    | Kval      | Kvartsfinal      | Kvartsfinal      | Semifinal        | Semifinal        | Final            | Final            |
| Idrottare                       | Gren                    | Tid     | Placering | Tid              | Placering        | Tid              | Placering        | Tid              | Placering        |
| ------------------------------- | ----------------------- | ------- | --------- | ---------------- | ---------------- | ---------------- | ---------------- | ---------------- | ---------------- |
| Janez Lampič                    | Herrarnas sprint        | 3.22,03 | 46        | Gick inte vidare | Gick inte vidare | Gick inte vidare | Gick inte vidare | Gick inte vidare | Gick inte vidare |
| Miha Šimenc                     | Herrarnas sprint        | 3.17,95 | 32        | Gick inte vidare | Gick inte vidare | Gick inte vidare | Gick inte vidare | Gick inte vidare | Gick inte vidare |
| Janez Lampič Miha Šimenc        | Herrarnas sprintstafett | i.u.    | i.u.      | i.u.             | i.u.             | 17.24,79         | 11               | Gick inte vidare | Gick inte vidare |
| Alenka Čebašek                  | Damernas sprint         | 3.23,38 | 29 Q      | 3.30,87          | 6                | Gick inte vidare | Gick inte vidare | Gick inte vidare | Gick inte vidare |
| Anamarija Lampič                | Damernas sprint         | 3.16,57 | 11 Q      | 3.12,46          | 3 q              | 3.13,95          | 4                | Gick inte vidare | Gick inte vidare |
| Nika Razinger                   | Damernas sprint         | 3.35,11 | 52        | Gick inte vidare | Gick inte vidare | Gick inte vidare | Gick inte vidare | Gick inte vidare | Gick inte vidare |
| Katja Višnar                    | Damernas sprint         | 3.15,24 | 5 Q       | 3.20,49          | 4                | Gick inte vidare | Gick inte vidare | Gick inte vidare | Gick inte vidare |
| Alenka Čebašek Anamarija Lampič | Damernas sprintstafett  | i.u.    | i.u.      | i.u.             | i.u.             | 16.39,92         | 3 q              | 16.28,24         | 6                |

## Nordisk kombination
| Idrottare      | Gren              | Backhoppning | Backhoppning | Backhoppning | Längdåkning | Längdåkning | Totalt  | Totalt    |
| Idrottare      | Gren              | Distans      | Poäng        | Placering    | Tid         | Placering   | Tid     | Placering |
| -------------- | ----------------- | ------------ | ------------ | ------------ | ----------- | ----------- | ------- | --------- |
| Marjan Jelenko | Normalbacke/10 km | 73,5         | 60,4         | 46           | 25.27,5     | 32          | 30.08,5 | 44        |
| Marjan Jelenko | Stor backe/10 km  | 109,0        | 84,4         | 37           | 24.57,7     | 36          | 28.35,7 | 41        |
| Vid Vrhovnik   | Normalbacke/10 km | 92,5         | 90,4         | 27           | 24.58,9     | 23          | 27.39,9 | 28        |
| Vid Vrhovnik   | Stor backe/10 km  | 112,5        | 83,4         | 38           | 25.08,4     | 37          | 28.50,4 | 42        |

## Rodel
| Idrottare   | Gren             | Åk 1   | Åk 1      | Åk 2   | Åk 2      | Åk 3   | Åk 3      | Åk 4     | Åk 4      | Totalt   | Totalt    |
| Idrottare   | Gren             | Tid    | Placering | Tid    | Placering | Tid    | Placering | Tid      | Placering | Tid      | Placering |
| ----------- | ---------------- | ------ | --------- | ------ | --------- | ------ | --------- | -------- | --------- | -------- | --------- |
| Tilen Sirše | Herrarnas singel | 49,887 | 34        | 58,776 | 40        | 49,646 | 38        | Utslagen | Utslagen  | 2.38,310 | 39        |

## Skidskytte
Herrar
| Idrottare                                            | Gren        | Tid       | Missar      | Placering |
| ---------------------------------------------------- | ----------- | --------- | ----------- | --------- |
| Klemen Bauer                                         | Sprint      | 24.36,4   | 2 (0+2)     | 26        |
| Klemen Bauer                                         | Jaktstart   | 35.55,9   | 6 (2+0+2+2) | 24        |
| Klemen Bauer                                         | Distanslopp | 50.07,0   | 2 (0+2+0+0) | 15        |
| Miha Dovžan                                          | Sprint      | 25.42,2   | 2 (2+0)     | 53        |
| Miha Dovžan                                          | Jaktstart   | 40.13,2   | 7 (0+1+3+3) | 59        |
| Miha Dovžan                                          | Distanslopp | 51.54,2   | 2 (1+0+0+1) | 35        |
| Miha Dovžan                                          | Masstart    | 37.19,8   | 4 (1+0+2+1) | 20        |
| Mitja Drinovec                                       | Sprint      | 26.13,7   | 3 (1+2)     | 72        |
| Mitja Drinovec                                       | Distanslopp | 56.06,4   | 5 (2+1+2+0) | 80        |
| Jakov Fak                                            | Sprint      | 24.34,2   | 2 (1+1)     | 23        |
| Jakov Fak                                            | Jaktstart   | 38.10,4   | 6 (2+1+3+0) | 47        |
| Jakov Fak                                            | Distanslopp | 48.09,3   | 0 (0+0+0+0) | 2         |
| Jakov Fak                                            | Masstart    | 36.23,4   | 1 (0+0+1+0) | 10        |
| Klemen Bauer Miha Dovžan Mitja Drinovec Lenart Oblak | Stafett     | 1:20.17,3 | 11 (5+6)    | 10        |

Damer
| Idrottare  | Gren        | Tid     | Missar      | Placering |
| ---------- | ----------- | ------- | ----------- | --------- |
| Anja Eržen | Sprint      | 23.20,9 | 3 (2+1)     | 46        |
| Anja Eržen | Jaktstart   | 36.22,6 | 7 (0+2+2+3) | 51        |
| Anja Eržen | Distanslopp | 45.22,9 | 3 (0+0+0+3) | 35        |
| Urška Poje | Sprint      | 24.52,8 | 4 (0+4)     | 75        |
| Urška Poje | Distanslopp | 43.52,7 | 0 (0+0+0+0) | 12        |

Mix
| Idrottare                                    | Gren    | Tid       | Missar  | Placering |
| -------------------------------------------- | ------- | --------- | ------- | --------- |
| Klemen Bauer Jakov Fak Anja Eržen Urška Poje | Stafett | 1:11.55,6 | 8 (0+8) | 14        |

## Snowboard
Freestyle
| Idrottare         | Gren               | Kval  | Kval  | Kval  | Kval      | Final            | Final            | Final            | Final            | Final            |
| Idrottare         | Gren               | Åk 1  | Åk 2  | Bästa | Placering | Åk 1             | Åk 2             | Åk 3             | Bästa            | Placering        |
| ----------------- | ------------------ | ----- | ----- | ----- | --------- | ---------------- | ---------------- | ---------------- | ---------------- | ---------------- |
| Tim-Kevin Ravnjak | Herrarnas halfpipe | 72,50 | 27,00 | 72,50 | 16        | Gick inte vidare | Gick inte vidare | Gick inte vidare | Gick inte vidare | Gick inte vidare |
| Tit Štante        | Herrarnas halfpipe | 24,50 | 52,25 | 52,25 | 25        | Gick inte vidare | Gick inte vidare | Gick inte vidare | Gick inte vidare | Gick inte vidare |
| Kaja Verdnik      | Damernas halfpipe  | 24,75 | 34,00 | 34,00 | 21        | Gick inte vidare | Gick inte vidare | Gick inte vidare | Gick inte vidare | Gick inte vidare |

Parallell
| Idrottare      | Gren                          | Kval    | Kval      | Åttondelsfinal          | Kvartsfinal              | Semifinal             | Final                | Final            |
| Idrottare      | Gren                          | Tid     | Placering | Motståndare Tid         | Motståndare Tid          | Motståndare Tid       | Motståndare Tid      | Placering        |
| -------------- | ----------------------------- | ------- | --------- | ----------------------- | ------------------------ | --------------------- | -------------------- | ---------------- |
| Žan Košir      | Herrarnas parallellstorslalom | 1.24,97 | 2 Q       | Kim S-k (KOR) V –1,14   | Baumeister (GER) V –3,07 | Lee S-h (KOR) F +0,01 | Dufour (FRA) V –1,49 | 3                |
| Rok Marguč     | Herrarnas parallellstorslalom | 1.25,98 | 17        | Gick inte vidare        | Gick inte vidare         | Gick inte vidare      | Gick inte vidare     | Gick inte vidare |
| Tim Mastnak    | Herrarnas parallellstorslalom | 1.25,97 | 16 Q      | Galmarini (SUI) F +0,38 | Gick inte vidare         | Gick inte vidare      | Gick inte vidare     | Gick inte vidare |
| Glorija Kotnik | Damernas parallellstorslalom  | 1.33,52 | 15 Q      | Zavarzina (OAR) F +0,03 | Gick inte vidare         | Gick inte vidare      | Gick inte vidare     | Gick inte vidare |